# Zulassungsbescheinigung
Die Zulassungsbescheinigung ist in Deutschland und in Österreich eine amtliche Urkunde über die Zulassung von Fahrzeugen zum Straßenverkehr. Inhalte der Zulassungsbescheinigung sind:
- die Individualisierung des Fahrzeugs, in aller Regel anhand der vom Hersteller vergebenen Fahrzeug-Identifizierungsnummer (umgangssprachlich: Fahrgestellnummer)
- die Zuteilung eines Kraftfahrzeugkennzeichens an eine bestimmte Person (dies ist meist der Eigentümer, allerdings stellt die Zulassungsbescheinigung in Deutschland und in Österreich keinen Eigentumsnachweis dar; in anderen EU-Ländern kann dies anders sein)
- die Tatsache, dass das Fahrzeug die technischen Zulassungsvorschriften (Bauartzulassung) eines EU-Staates erfüllt.

Die in der Zulassungsbescheinigung eingetragene Person ist lediglich der Halter des Fahrzeugs. Dieser kann – muss aber nicht – mit dem Eigentümer oder Besitzer identisch sein. Deshalb wird auf der Zulassungsbescheinigung Teil II (Feld C.4c) klargestellt, dass deren Inhaber nicht als Eigentümer des Fahrzeugs ausgewiesen wird.
Die Zulassungsbescheinigung wurde aufgrund der Richtlinie 1999/37/EG des Rates vom 29. April 1999 über Zulassungsdokumente für Fahrzeuge bis zum Jahr 2005 in den Mitgliedstaaten der Europäischen Union eingeführt, um die unterschiedlichen nationalen Zulassungsprozeduren zu vereinheitlichen sowie den Datenschutz zu verbessern. Beispielsweise enthielt der frühere deutsche Fahrzeugbrief Namen und Wohnort von bis zu sechs Vorhaltern und die Zeiten, in welchen diese Halter des Fahrzeugs waren. In Österreich war ehemals die Reihe der vormaligen Inhaber der Zulassung mit Name, Adresse und Zeitraum im Typenschein eingetragen.
Die Zulassungsbescheinigung besteht entweder aus einem Teil oder aus zwei Teilen (Art. 3 Abs. 1 der Richtlinie 1999/37/EG). Tatsächlich weichen die Zulassungsbescheinigungen in den einzelnen Mitgliedstaaten – mitunter sogar innerhalb dieser – zum Teil erheblich voneinander ab. Das französische certificat d'immatriculation beispielsweise besteht anders als in Deutschland nur aus einem Teil. Auch werden die Daten nicht europaweit einheitlich geschützt.

## Deutschland
Für Kfz-Neuanmeldungen und -Ummeldungen ersetzt die Zulassungsbescheinigung Teil I seit 1. Oktober 2005 in Deutschland den Fahrzeugschein, die Zulassungsbescheinigung Teil II ersetzt den Fahrzeugbrief.

### Vorteile
Als wichtigste Vorteile der neuen Dokumente sieht man die höhere Fälschungssicherheit, die EU-weite Lesbarkeit sowie die Vereinheitlichung der Datenfelder. Zusätzlich enthält die Zulassungsbescheinigung Teil I mehr Informationen als der bis Ende September 2005 ausgegebene Fahrzeugschein.

### Nachteile
Kritisiert wird hauptsächlich, dass in der Zulassungsbescheinigung Teil II maximal der vorhergehende und der aktuelle Halter des Fahrzeugs aufgeführt werden können (im Gegensatz zu sechs im deutschen Fahrzeugbrief bis Ende September 2005). Die Folge ist eine erschwerte Wertermittlung von Gebrauchtfahrzeugen. Eine weitere Halterauflistung lehnt die Europäische Union jedoch aus Datenschutzgründen ab. Der Punkt B(1) zeigt allerdings die Anzahl der vorigen Halter des Fahrzeugs. Somit können bei Kauf eines Gebrauchtwagens weitere Vorhalter nur ermittelt werden, wenn dem Vorbesitzer weitere, ältere, Fahrzeugscheine / ZB II zur Verfügung stehen.
Weiterhin wird kritisiert, dass nur noch eine zulässige Reifengröße angegeben wird. Im ehemaligen Fahrzeugschein waren meist mehrere, wahlweise verwendbare Größen angegeben. Weitere Reifengröße werden nur in Feld 22 der ZB I eingetragen, insofern Sonderräder an dem Fahrzeug abgenommen wurden. Weiter zulässige Reifengrößen können noch über die CoC-Papiere herausgefunden werden.

### Umtausch
Eine Umtauschpflicht der bisherigen Fahrzeugscheine oder Fahrzeugbriefe gibt es nicht. Sollte für ein Fahrzeug mit alten Papieren jedoch eine neue ZB I benötigt (z. B. weil in dem alten Fahrzeugschein nicht genügend Platz für weitere HU-Vermerke zur Verfügung steht, oder technische Änderungen vorgenommen worden sind) muss auch eine ZB II ausgegeben werden, da ein Fahrzeug entweder ZB I & II oder einen alten Fahrzeugbrief und -schein besitzen kann, jedoch z. B. keine ZB I und einen alten Fahrzeugbrief oder umgekehrt.
Gebührenpflichtig umgetauscht werden die alten Papiere, wenn die Zulassungsstelle erstmals die alten Papiere zu verändern hätte, beispielsweise bei Um- oder Anmeldung oder Nachrüstung eines Rußpartikelfilters. Der Fahrzeugschein wird vernichtet, ihn ersetzt die Zulassungsbescheinigung Teil I, der Fahrzeugbrief wird entwertet und wahlweise an den Halter ausgegeben, ihn ersetzt die Zulassungsbescheinigung Teil II.

### Verwendung der alten Bezeichnungen
Für die Zulassungsbescheinigungen können auch noch die alten Bezeichnungen Fahrzeugschein und Fahrzeugbrief verwendet werden, da sich auf den neuen Formularen die alten Bezeichnungen immer noch klein gedruckt direkt unter den neuen Bezeichnungen befinden.

### Zulassungsbescheinigung TeilI (Fahrzeugschein)
Die Zulassungsbescheinigung Teil I ist in § 13 FZV geregelt, der auf das Anlage 6 der FZV verweist. Diese ist auf Spezialpapier im Format 210 mm × 105 mm (zweimal faltbar auf DIN A7) zweiseitig bedruckt.
Probleme bereitet mitunter die Übertragung alter Informationen in die neuen Papiere. So wird in Deutschland in Teil I, Ziffer 15 (Bereifung), beispielsweise nur noch eine Reifengröße eingetragen. Die Dokumentation etwaiger alternativer Eintragungen oder Befreiungen von Reifenbindungen sowie aller weiteren eintragungspflichtigen technischen Änderungen zum Serienzustand soll in Feld 22 (Bemerkungen und Ausnahmen) mit entsprechender Referenzierung (im Fall der Reifenbindungen zum Beispiel zur Ziffer 15) erfolgen, dies wird allerdings regional nicht einheitlich gehandhabt.
Grundsätzlich dient das neue Feld 22 der Zulassungsbescheinigung Teil I zur Übernahme der Eintragungen im Feld „Bemerkungen“ des ehemaligen Fahrzeugscheins.
Reicht der Platz dort nicht aus, wird ein Beiblatt ausgegeben, mitunter auch angeheftet. Manche Zulassungsstellen füllen dieses Feld mit einer Ausfüllhilfe aus, die die Verweise auf die Ziffern des alten Kfz-Scheins automatisch auf die Ziffern der Zulassungsbescheinigung Teil I überführt, sodass die Referenzierung wieder stimmt.
Es wird empfohlen, sich unbedingt bei Ausstellung der neuen Papiere den alten Fahrzeugbrief entwertet aushändigen zu lassen und ihn sorgfältig aufzubewahren, damit zu einem späteren Zeitpunkt recherchiert werden kann, wie die ursprünglichen Eintragungen ausgesehen haben. Es empfiehlt sich in jedem Fall, eine korrekte Übertragung aller Informationen bei Ausstellung der neuen Papiere sorgfältig zu prüfen und – wenn notwendig – noch unmittelbar in der Zulassungsstelle zu reklamieren.
Die Polizei ist bei einer Kontrolle zur Einsicht in die Zulassungsbescheinigung I berechtigt, sie ist gemäß § 13 Abs. 6 FZV beim Fahren eines Kraftfahrzeugs ständig mitzuführen. Wer die Zulassungsbescheinigung Teil I bei einer polizeilichen Kontrolle nicht vorlegt, begeht gemäß § 77 Nr. 4 FZV eine Ordnungswidrigkeit und kann mit einem Verwarnungsgeld von zehn Euro bestraft werden.
Angaben der einzelnen Felder
| B   | Datum der Erstzulassung des Fahrzeugs                  | 2.1                                                    | Code zu 2                                              | 2.2                                                    | Code zu D.2 mit Prüfziffer                             |
| J   | Fahrzeugklasse                                         | 4                                                      | Art des Aufbaus                                        | Art des Aufbaus                                        | Art des Aufbaus                                        |
| E   | Fahrzeug-Identifizierungsnummer                        | 3                                                      | Prüfziffer der Fahrzeug-Identifizierungsnummer         | Prüfziffer der Fahrzeug-Identifizierungsnummer         | Prüfziffer der Fahrzeug-Identifizierungsnummer         |
| D.1 | Marke                                                  | Marke                                                  | Marke                                                  | Marke                                                  | Marke                                                  |
| D.2 | Typ/ Variante/ Version                                 | Typ/ Variante/ Version                                 | Typ/ Variante/ Version                                 | Typ/ Variante/ Version                                 | Typ/ Variante/ Version                                 |
| D.3 | Handelsbezeichnung(en)                                 | Handelsbezeichnung(en)                                 | Handelsbezeichnung(en)                                 | Handelsbezeichnung(en)                                 | Handelsbezeichnung(en)                                 |
| 2   | Hersteller-Kurzbezeichnung                             | Hersteller-Kurzbezeichnung                             | Hersteller-Kurzbezeichnung                             | Hersteller-Kurzbezeichnung                             | Hersteller-Kurzbezeichnung                             |
| 5   | Bezeichnung der Fahrzeugklasse und des Aufbaus         | Bezeichnung der Fahrzeugklasse und des Aufbaus         | Bezeichnung der Fahrzeugklasse und des Aufbaus         | Bezeichnung der Fahrzeugklasse und des Aufbaus         | Bezeichnung der Fahrzeugklasse und des Aufbaus         |
| V.9 | für die EG-Typgenehmigung maßgebliche Schadstoffklasse | für die EG-Typgenehmigung maßgebliche Schadstoffklasse | für die EG-Typgenehmigung maßgebliche Schadstoffklasse | für die EG-Typgenehmigung maßgebliche Schadstoffklasse | für die EG-Typgenehmigung maßgebliche Schadstoffklasse |
| 14  | Bezeichnung der nationalen Emissionsklasse             | Bezeichnung der nationalen Emissionsklasse             | Bezeichnung der nationalen Emissionsklasse             | Bezeichnung der nationalen Emissionsklasse             | Bezeichnung der nationalen Emissionsklasse             |
| P.3 | Kraftstoffart oder Energiequelle                       | Kraftstoffart oder Energiequelle                       | Kraftstoffart oder Energiequelle                       | Kraftstoffart oder Energiequelle                       | Kraftstoffart oder Energiequelle                       |
| 10  | Code zu P.3                                            | 14.1                                                   | Code zu V.9 oder 14                                    | P.1                                                    | Hubraum in cm³                                         |
| 22  | Bemerkungen und Ausnahmen                              | Bemerkungen und Ausnahmen                              | Bemerkungen und Ausnahmen                              | Bemerkungen und Ausnahmen                              | Bemerkungen und Ausnahmen                              |

| L    | Anzahl der Achsen                              | 9                                     | Anzahl der Antriebsachsen                        | P.2/P.4                               | Nennleistung in kW/ Nenndrehzahl bei min−1                  | T                                                           | Höchstgeschwindigkeit in km/h                               |   |
| 18   | Länge in mm                                    | Länge in mm                           | Länge in mm                                      | 19                                    | Breite in mm ohne Spiegel und Anbauteile                    | Breite in mm ohne Spiegel und Anbauteile                    | Breite in mm ohne Spiegel und Anbauteile                    |   |
| 20   | Höhe in mm                                     | Höhe in mm                            | Höhe in mm                                       | G                                     | Masse des in Betrieb befindlichen Fahrzeugs in kg Leermasse | Masse des in Betrieb befindlichen Fahrzeugs in kg Leermasse | Masse des in Betrieb befindlichen Fahrzeugs in kg Leermasse |   |
| 12   | Rauminhalt des Tanks bei Tankfahrzeugen in m³  | 13                                    | Stützlast in kg                                  | Q                                     | Leistungsgewicht in kW/kg (nur bei Krafträdern)             | Leistungsgewicht in kW/kg (nur bei Krafträdern)             | Leistungsgewicht in kW/kg (nur bei Krafträdern)             |   |
| V.7  | CO2 (in g/km) kombinierter Wert                | F.1                                   | Technisch zulässige Gesamtmasse in kg            | F.2                                   | Im Zulassungsmitgliedstaat zulässige Gesamtmasse in kg      | Im Zulassungsmitgliedstaat zulässige Gesamtmasse in kg      | Im Zulassungsmitgliedstaat zulässige Gesamtmasse in kg      |   |
| 7.1  | Max. Achslast Achse 1 in kg                    | 7.2                                   | Max. Achslast Achse 2 in kg                      | 7.3                                   | Max. Achslast Achse 3 in kg                                 | …                                                           | …                                                           | … |
| 8.1  | Max. Achslast Achse 1 in kg                    | 8.2                                   | Max. Achslast Achse 2 in kg                      | 8.3                                   | Max. Achslast Achse 3 in kg                                 | …                                                           | …                                                           | … |
| U.1  | Standgeräusch in dB(A)                         | U.2                                   | Drehzahl in min−1 zu U.1                         | U.3                                   | Fahrgeräusch in dB(A)                                       | Fahrgeräusch in dB(A)                                       | Fahrgeräusch in dB(A)                                       |   |
| O.1  | Technisch zulässige Anhängelast gebremst in kg | O.2                                   | Technisch zulässige Anhängelast ungebremst in kg | S.1                                   | Sitzplätze einschließlich Fahrersitz                        | S.2                                                         | Stehplätze                                                  |   |
| 15.1 | Bereifung auf Achse 1                          | Bereifung auf Achse 1                 | Bereifung auf Achse 1                            | Bereifung auf Achse 1                 | Bereifung auf Achse 1                                       | Bereifung auf Achse 1                                       | Bereifung auf Achse 1                                       |   |
| 15.2 | Bereifung auf Achse 2                          | Bereifung auf Achse 2                 | Bereifung auf Achse 2                            | Bereifung auf Achse 2                 | Bereifung auf Achse 2                                       | Bereifung auf Achse 2                                       | Bereifung auf Achse 2                                       |   |
| 15.3 | Bereifung auf Achse 3                          | Bereifung auf Achse 3                 | Bereifung auf Achse 3                            | Bereifung auf Achse 3                 | Bereifung auf Achse 3                                       | Bereifung auf Achse 3                                       | Bereifung auf Achse 3                                       |   |
| R    | Farbe des Fahrzeugs                            | Farbe des Fahrzeugs                   | Farbe des Fahrzeugs                              | 11                                    | Code zu R                                                   | Code zu R                                                   | Code zu R                                                   |   |
| K    | Nummer der EG-Typgenehmigung oder ABE          | Nummer der EG-Typgenehmigung oder ABE | Nummer der EG-Typgenehmigung oder ABE            | Nummer der EG-Typgenehmigung oder ABE | Nummer der EG-Typgenehmigung oder ABE                       | Nummer der EG-Typgenehmigung oder ABE                       | Nummer der EG-Typgenehmigung oder ABE                       |   |
| 6    | Datum zu K                                     | 17                                    | Merkmal zur Betriebserlaubnis                    | 16                                    | Nummer der Zulassungsbescheinigung Teil II                  | Nummer der Zulassungsbescheinigung Teil II                  | Nummer der Zulassungsbescheinigung Teil II                  |   |
| 21   | Sonstige Vermerke                              | Sonstige Vermerke                     | Sonstige Vermerke                                | Sonstige Vermerke                     | Sonstige Vermerke                                           | Sonstige Vermerke                                           | Sonstige Vermerke                                           |   |

| H  | Gültigkeitsdauer                                                                                 |
| I  | Datum dieser Zulassung                                                                           |
| 7  | Technisch zulässige maximale Achslast/ Masse je Achsgruppe in kg (7.1) Achse 1 bis (7.3) Achse 3 |
| 8  | Zulässige maximale Achslast im Zulassungsmitgliedstaat in kg (8.1) Achse 1 bis (8.3) Achse 3     |
| 15 | Bereifung                                                                                        |

### Zulassungsbescheinigung TeilII (Fahrzeugbrief)

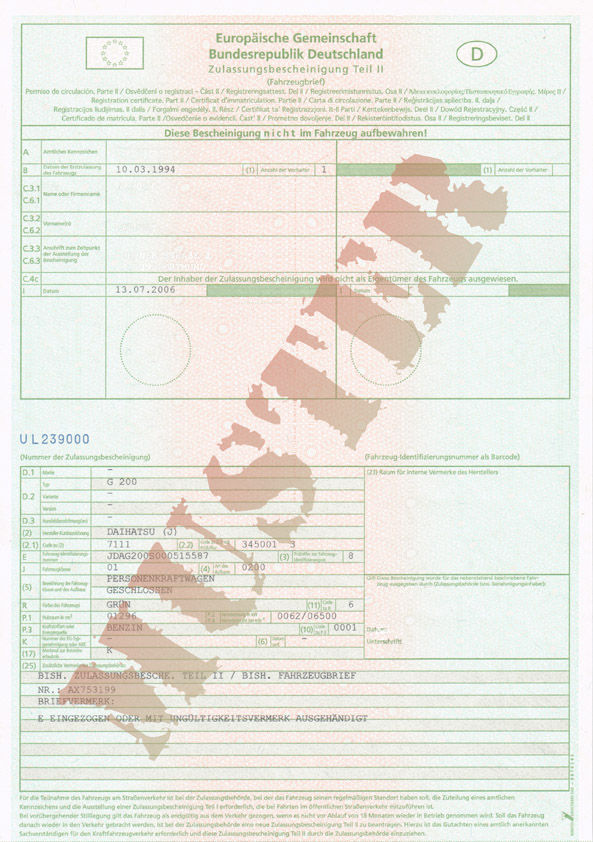
Deutsche Ausführung der Zulassungsbescheinigung Teil II

Die Zulassungsbescheinigung Teil II ist in § 14 FZV geregelt, der in Abs. 2 auf das Anlage 8 der FZV verweist. Diese besteht in Deutschland aus einem einseitig bedruckten Dokument auf fälschungsgesichertem Spezialpapier im Format 21 cm × 30,48 cm (formatiert 21 cm × 29,7 cm). Die Rückseite ist mit einem einfarbigen Unterdruck versehen.
Die Vorhalter eines Fahrzeugs (umgangssprachlich oftmals fälschlicherweise als Vorbesitzer bezeichnet) sind mit Ausnahme des letzten Vorhalters (im Unterschied zum bis 30. September 2005 ausgegebenen Fahrzeugbrief) nicht mehr namentlich nachvollziehbar. Es wird stattdessen nur noch der Tag der ersten Zulassung und die Anzahl der Vorhalter eingetragen. Ab dem dritten Halter des Fahrzeugs wird für jeden weiteren zweiten nachfolgenden Halter (also den fünften, den siebten etc.) ein neues Dokument bei der Zulassung ausgestellt.
Ab 1. Januar 2018 erhält die Zulassungsbescheinigung Teil II einen Sicherheitscode für internetbasierte Zulassungsverfahren, der durch eine fälschungserschwerende sichtbare Markierung abgedeckt ist. Wird er zur Nutzung freigelegt, verliert das Dokument seine Gültigkeit.

#### Eigentumsschutz
Die amtlich eingetragenen Personalien bezeichnen die natürliche oder juristische Person, die über das Fahrzeug verfügungsberechtigt ist.
In der Bundesrepublik Deutschland stellt die Zulassungsbescheinigung Teil II keinen Eigentumsnachweis dar. Im Feld C.4c ist vermerkt: „Der Inhaber der Zulassungsbescheinigung wird nicht als Eigentümer des Fahrzeugs ausgewiesen.“ In anderen EU-Ländern kann dies anders sein.
Diese Verfügungsberechtigung bezieht sich nur auf die öffentlich-rechtliche Verantwortung für das Fahrzeug. Eine Eigentumsübertragung am Fahrzeug ist daher auch ohne eine Übergabe der Zulassungsbescheinigung Teil II (Fahrzeugbrief) möglich, denn sie ist kein Traditionspapier. Nach ständiger Rechtsprechung hat die Zulassungsbescheinigung Teil II aber eine Indizfunktion hinsichtlich des zivilrechtlichen Eigentums. So ist der gutgläubige Erwerb eines Autos nicht möglich, wenn die Zulassungsbescheinigung Teil II nicht mit übergeben wird. Sollte sich herausstellen, dass der Veräußerer nicht berechtigt war, das Fahrzeug zu übereignen, hat der Erwerber kein Eigentum an dem Fahrzeug erworben. Die Indizfunktion ist in der Praxis so erheblich, dass eine landläufige Ansicht vorherrscht, die Zulassungsbescheinigung Teil II (Fahrzeugbrief) verkörpere das Eigentum an dem Fahrzeug oder beweise es. Sie hat allerdings nicht diese zivilrechtliche Funktion.
Eine Ausnahme bilden Kraftfahrzeuge bis maximal 11 kW Leistung. Für sie wird auf der Zulassungsstelle nur die Zulassungsbescheinigung Teil I ausgestellt.
Ohne Vorlage der Zulassungsbescheinigung Teil II kann die Zulassungsstelle kein (neues) amtliches Kennzeichen zuteilen oder eine Halteränderung vornehmen. Aus Gründen der öffentlichen Ordnung soll verhindert werden, dass ein gestohlenes oder widerrechtlich erlangtes Fahrzeug in den Straßenverkehr gebracht wird. Faktisch wird damit gleichzeitig auch ein eventueller Sicherungseigentümer geschützt (wie z. B. die Finanzierungsbank beim Kauf des Fahrzeugs auf Kredit). Zu beachten ist bei der Finanzierung von Kraftfahrzeugen durch Sicherungsübereignung die Bedeutung der Zulassungsbescheinigung Teil II.
Befindet sich die Zulassungsbescheinigung Teil II im Fahrzeug, wird dieser Umstand als grobe Fahrlässigkeit gewertet. Diebstahlversicherungen lehnen es daher in der Regel ab, entsprechenden Ersatz zu leisten. Das Oberlandesgericht Köln urteilte allerdings, dass die Versicherung trotzdem zur Zahlung verpflichtet ist. Eine Ausnahme gilt nur dann, wenn sie beweisen kann, dass das Fahrzeug nur wegen der darin befindlichen Papiere gestohlen wurde.

#### Formulardiebstahl
Zulassungsstellen waren bereits Opfer von Einbrüchen, bei denen Blanko-Formulare von Zulassungsbescheinigungen in Stückzahlen von mehreren Hunderten entwendet wurden. Diese Papiere sind bereits mit einer Dokumentenseriennummer versehen. Sie werden von Fahrzeugdieben auf die gestohlenen Fahrzeuge ausgestellt. Das Bundesverkehrsministerium bezog sich auf den Datenschutz und verhinderte die Veröffentlichung der Seriennummern der gestohlenen Vordrucke. Autokäufer sind damit dem Betrug ausgeliefert, da sie weder die Seriennummer noch, wie in den USA üblich, die Fahrzeugidentifizierungsnummer als gestohlen über das Internet prüfen können. Dem Käufer eines gestohlenen Wagens droht dann die Überraschung auf der Zulassungsstelle. Dort wird das Fahrzeug erkannt und als Diebesgut beschlagnahmt. Da Hehler die Papiere ausfüllen, können sie ebenso eine fingierte Identität in die Papiere als Besitzer eintragen und sind damit nicht mehr greifbar.

## Österreich

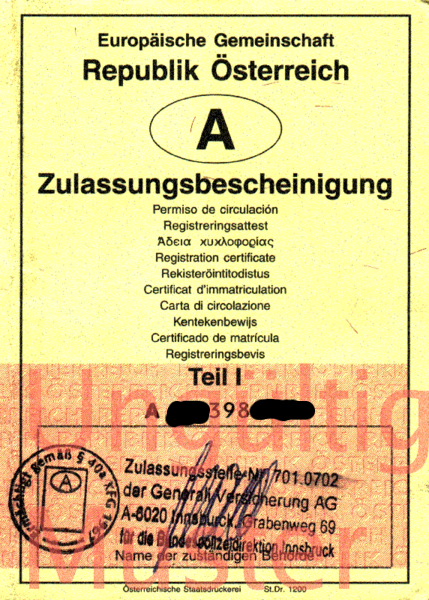
Deckblatt der österreichischen Zulassungsbescheinigung Teil I als Papierdokument

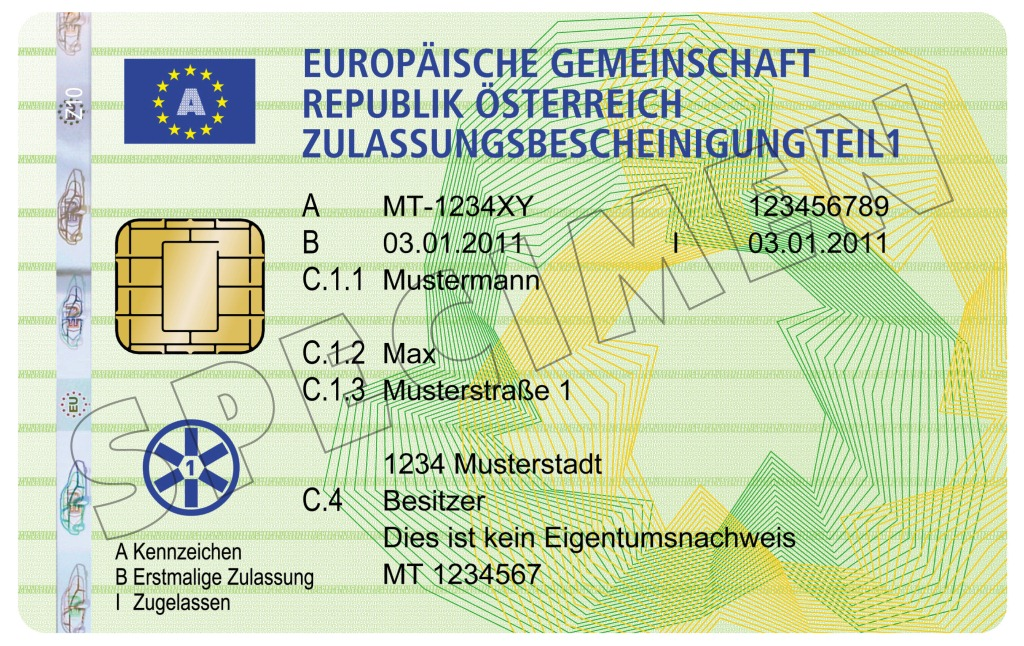
Vorderseite der österreichischen Zulassungsbescheinigung Teil I im Scheckkartenformat

Die Zulassungsbescheinigungen Teil I und Teil II sind amtliche Urkunden zur Klärung der Betriebsberechtigung eines Kraftfahrzeugs auf öffentlichen Straßen in Österreich, sie werden unmittelbar mit der Kennzeichentafel ausgegeben.
In Österreich ist der Zulassungsschein durch die Zulassungsbescheinigungen Teil I und Teil II seit 1999 abgelöst worden.
Die Zulassungsbescheinigung Teil I ist im Betrieb mitzuführen.
Die Zulassungsbescheinigung Teil II wird im Normalfall mit dem Typenschein beim Eigentümer aufbewahrt, in der Regel zu Hause bzw. bei der finanzierenden Bank.
Ausgestellt wird die Zulassungsbescheinigung im Gegensatz zu den Zulassungsscheinen bei den Zulassungsstellen, die üblicherweise bei Niederlassungen von Versicherungsanstalten angesiedelt sind. Diese sind in der Folge auch zur Aushändigung der Kennzeichentafeln zuständig. Auch werden dort bei Verlust innerhalb kurzer Zeit Kopien der Bescheinigungen ausgestellt.
Seit Januar 2011 wird der Zulassungsschein wahlweise auch im Scheckkartenformat mit Chip ausgestellt. Damit sind nicht mehr alle Daten als visuell lesbarer Text auf der Karte vorhanden, sondern nur vom Chip auslesbar. Der zweite Teil der Bescheinigung wird wie bisher ausgegeben. Nach der Slowakei ist Österreich der zweite Staat in Europa, in dem die Empfehlung der Europäischen Union umgesetzt worden ist.
Seit Februar 2024 kann die Zulassungsbescheinigung alternativ in digitaler Form mittels der Smartphone-App eAusweise mitgeführt werden. Seit Dezember 2024 kann die Zulassungsbescheinigung auch digital an andere Personen weitergegeben werden.